# موريلو بينيسيو
موريلو بينيسيو ريبيرو (بالبرتغالية: Murilo   Benício Ribeiro‏) هو ممثل برازيلي.

## أفلام
- جاد (2001)
- شارع الحب (2012)

## روابط خارجية
- موريلو بينيشيو على موقع IMDb (الإنجليزية)
- موريلو بينيشيو على موقع ألو سيني (الفرنسية)
- موريلو بينيشيو على موقع أول موفي (الإنجليزية)
- موريلو بينيشيو على موقع قاعدة بيانات الأفلام السويدية (السويدية)
- موريلو بينيشيو على موقع قاعدة بيانات الفيلم (الإنجليزية)
- موريلو بينيشيو على موقع كينوبويسك (الروسية)